# Kriminalbiologie
Die Kriminalbiologie ist eine Bezugswissenschaft und Teildisziplin der Kriminologie. Die Kriminalbiologie befasst sich als Wissenschaft mit den körperlichen, insbesondere den genetischen Merkmalen von straffälligen Menschen zum Zeitpunkt der Tatbegehung eines Verbrechens. Früher wurde verbreitet auch die Bezeichnung Kriminalanthropologie synonym verwendet.
In der historischen Betrachtung waren biologisch-anthropologische Theorien (Verursachung der Kriminalität ausschließlich oder vorwiegend durch Vererbung) zu den Ursachen der Kriminalität prägend für die Kriminologie. Moderne kriminalbiologische Theorien gehen vom Bestehen einer ständigen Wechselwirkung zwischen Erbanlage und Umweltfaktoren aus.

## Ursprünge
Die Kriminalbiologie spielte im ausgehenden 19. Jahrhundert in Folge der Rezeption von Charles Darwin eine zunehmend wichtige Rolle im Wissenschaftsdiskurs über das Verbrechen. Der Verbrecher, einst als moralisch gestrauchelter Mensch angesehen, wurde nunmehr eher als biologisch defektes Wesen, als „verhinderter“ mehr denn als „gefallener“ Mensch angesehen (Peter Becker).
Mit Cesare Lombrosos erstmals 1876 veröffentlichtem Werk L’Uomo delinquente, das 1877 als Der Verbrecher in anthropologischer, ärztlicher und juristischer Beziehung in deutscher Sprache publiziert wurde, und den damit verbundenen Diskussionen über die bereits zu dieser Zeit umstrittene Lehre des Italieners vom delinquente nato – dem „geborenen Verbrecher“ – etablierte sich der biologische Ansatz als eine der Strömungen, die in den 1880er und 1890er Jahren die Entstehung der Kriminologie als Wissenschaft beeinflussen sollten.
Als zweite maßgebliche Entwicklung, die zur Begründung der deutschen Kriminologie führte, gilt die Herausbildung der sogenannten modernen Strafrechtsschule unter der Führung des Berliner Rechtswissenschaftlers und Kriminalpolitikers Franz von Liszt in den 1880er Jahren. So soll auch der Begriff „Kriminalbiologie“ auf Liszt zurückgehen (1888).
In Bayern sammelte der Kriminalbiologische Dienst von 1923 bis 1945 Angaben zu den physischen Merkmalen von Gefangenen. 1927 gründete Adolf Lenz in Wien die Kriminalbiologische Gesellschaft und gab im selben Jahr das für die weitere Entwicklung der Kriminalbiologie maßgebliche Werk Grundriss der Kriminalbiologie heraus.

## Zeit des Nationalsozialismus und die Folgen
Ihren Durchbruch erlebte die Kriminalbiologie in der Zeit des Nationalsozialismus. Der Rassentheoretiker Robert Ritter leitete ab 1936 die Rassenhygienische Forschungsstelle, die in Zehntausenden von „Zigeuner“-Gutachten die Grundlagen zum Völkermord an Sinti und Roma legte. Nach seiner und Heinrich Himmlers Auffassung hatten 9 von 10 „Zigeunern“ kein Recht zu leben. Ab 1941 leitete Ritter ein Kriminalbiologisches Institut der Sicherheitspolizei im Hauptamt Sicherheitspolizei, das ab September 1939 Teil des Reichssicherheitshauptamtes war.
Notker Hammerstein rechtfertigte Ritters Taten noch 1999 in einer „Auftragsarbeit“ (Ernst Klee) für die Deutsche Forschungsgemeinschaft (DFG; und damit auch die seiner NS-Mitarbeiterinnen Eva Justin, ebenfalls Stadt Frankfurt, und Sophie Ehrhardt). Das Buch Hammersteins wurde allerdings nach Klees Kritik von der DFG selbst indirekt in Frage gestellt.

## Kriminologie und heutige Evolutionsbiologie
Die Evolutionsbiologie und gesamten Naturwissenschaften haben sich seitdem fortentwickelt. Christian Laue erklärt in seiner Schrift "Evolution, Kultur und Kriminalität" (2010) zu Recht: "Neuere biokriminologische Ansätze, die sich etwa mit der Rolle von Hormonen oder Neurotransmittern beschäftigen, werden überwiegend nicht erwähnt. Im Gegenteil wird bei einigen Autoren die Beschäftigung mit biologischen Erklärungsversuchen ausdrücklich abgelehnt, sei es aus Kapazitätsgründen oder kategorisch mit dem Argument, Kriminalität sei ein soziales Phänomen und daher nur mit den Sozialwissenschaften zu erfassen." Laue stellt sie vor.
Der Rechtsanthropologe Axel Montenbruck entwickelt auf der Basis der gegenwärtigen Naturwissenschaften eine gesamte "Naturalistische Kriminologie und Pönologie" (2021). Männliche Täter, die sich im Strafvollzug befinden, sind für ihn vor allem "Statusstäter". Kriminalität und Strafe entstammten den erfolgreichen evolutionsbiologischen Prinzipien von "Mutation und Selektion". Zur Evolution der Wirbeltierinstinkte und die Säugetierhormone verweist er auf seine Schrift Biologische Natur- und Spielethik. Wirbeltier-Instinkte und Säugetierhormone, Befreiung des aufrechten Kind-Primaten und des energetischen Feuer-Menschen, egalitäres Kind-Rollenspiel und hoheitliches Übereltern-Recht.